# Ceduo

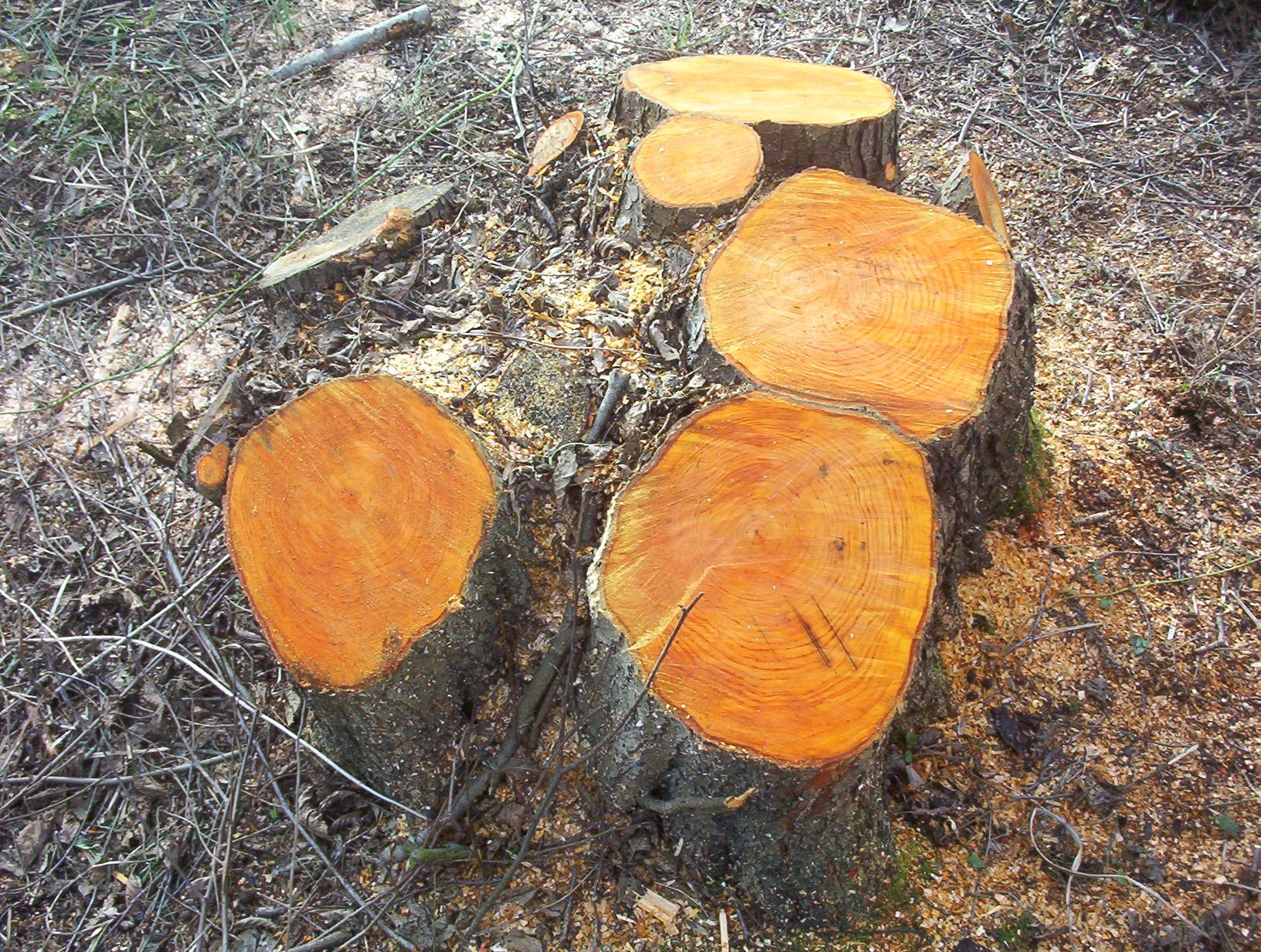
Una ceppaia di ontano, con taglio detto "fuori terra", nell'Hampshire

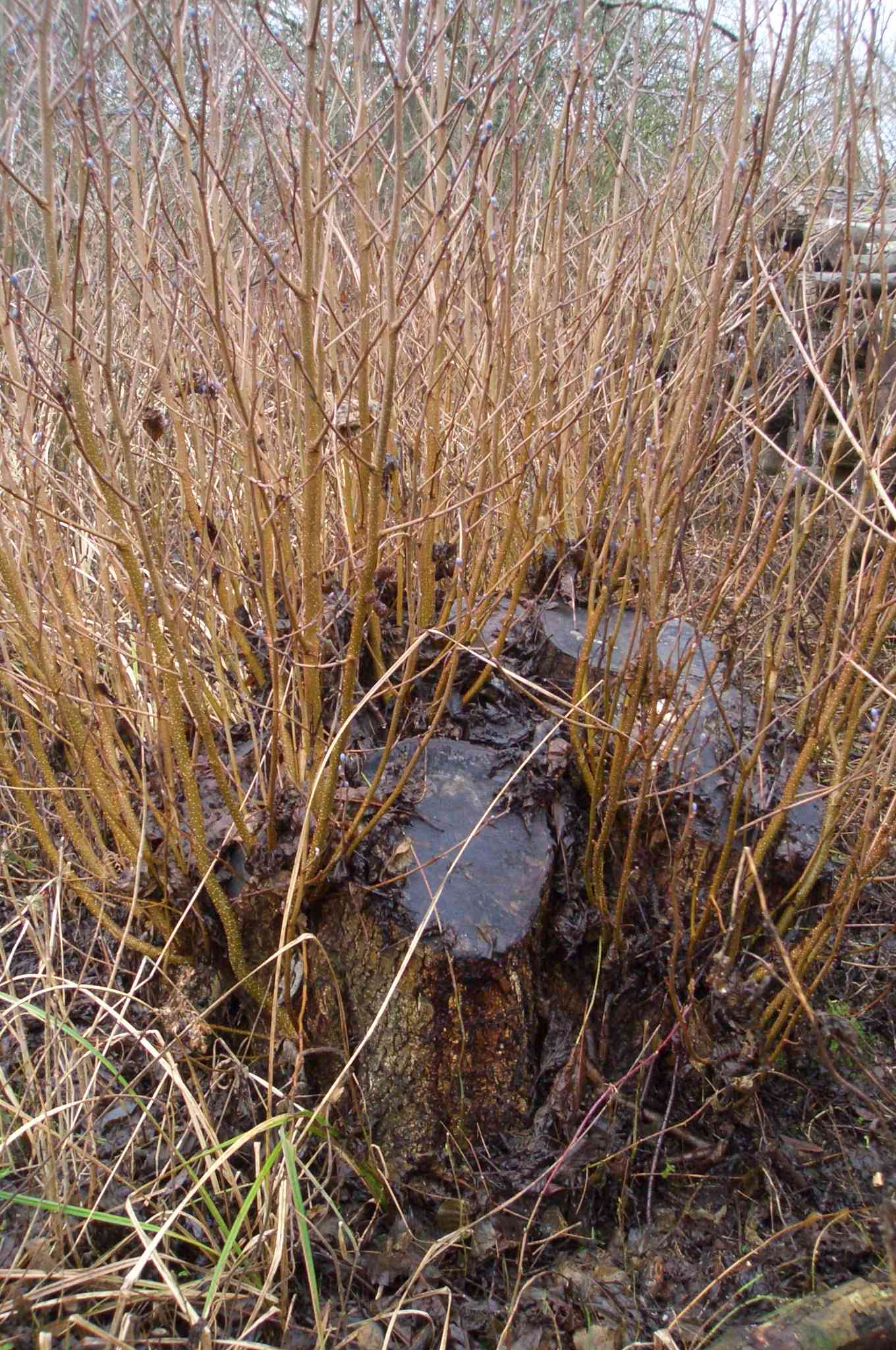
La stessa ceppaia della figura precedente, dopo un anno di ricrescita.

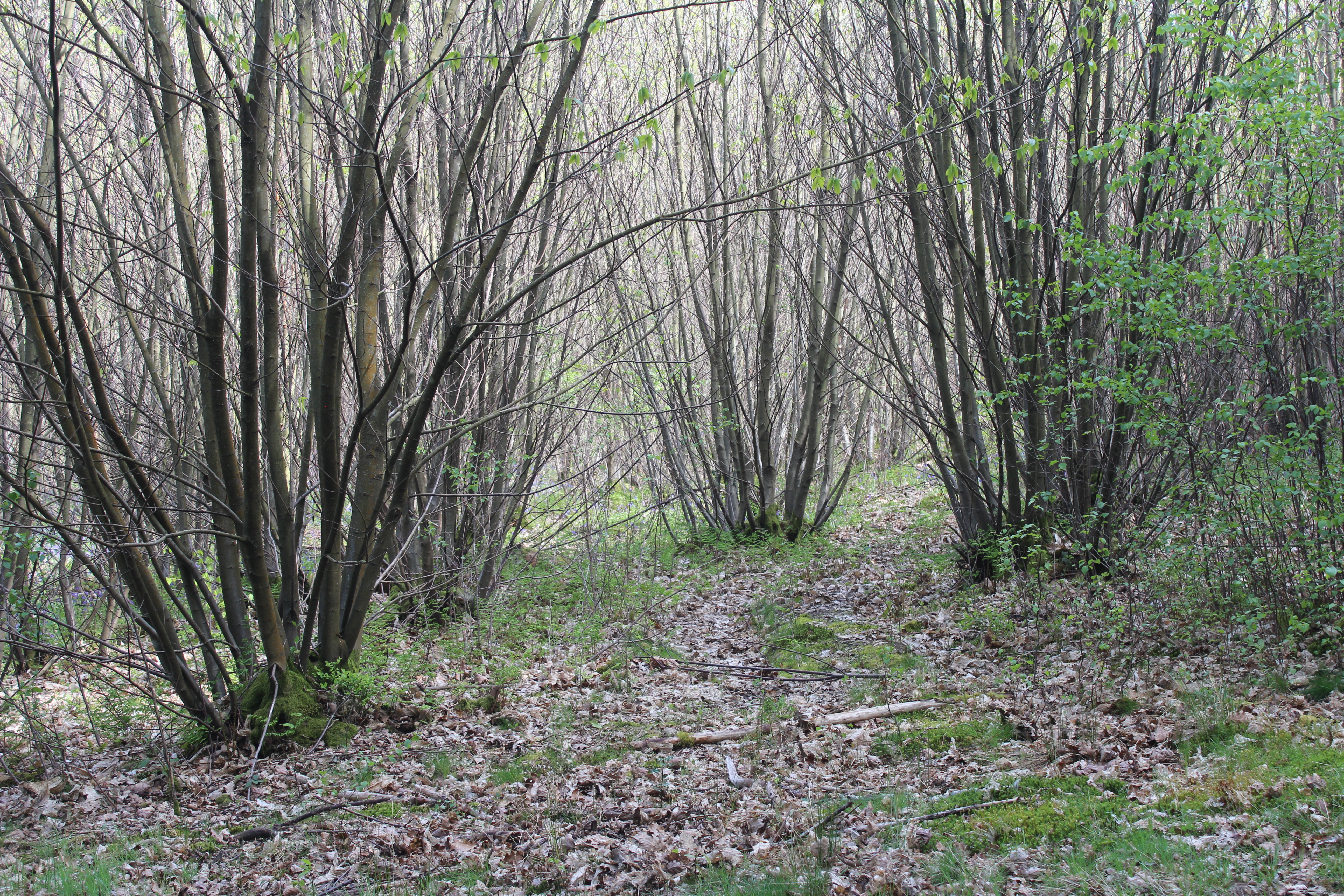
Bosco ceduo di castagni nelle vicinanze di Hindhead, Surrey (Inghilterra), quasi pronto per il taglio periodico.

Il ceduo (dal latino caedo, "io taglio") è una forma di governo del bosco che si basa sulla capacità di alcune piante di emettere ricacci se tagliate. Questo tipo di formazione boschiva è quindi costituita essenzialmente da polloni, cioè da alberi provenienti da rinnovazione agamica (moltiplicazione vegetativa). Con il taglio il popolamento non viene sostituito nella sua totalità ma solo nella parte epigea.
Sugli alberi è possibile individuare quattro tipi di gemme: 
- Gemme dormienti: sono quelle che schiudono alla primavera successiva la loro formazione. Da esse dipende il normale allungamento del fusto e della chioma.
- Gemme latenti o proventizie: sono gemme frequenti alla base dei fusti, concentrate in particolare sulla zona del colletto (zona ipocotiale), che non si schiudono ma rimangono allo stato latente. Queste sono già preformate e si attivano in risposta ad una sollecitazione esterna (taglio).
- Gemme sostitutive o sottogemme: si trovano spesso vicino alle gemme dormienti con lo scopo di sostituirle quando muoiono o non possono svilupparsi.
- Gemme avventizie: si formano in seguito ad un'azione traumatica. Esse non sono preesistenti, ma possono formarsi tra legno e corteccia sul callo cicatriziale.

I polloni si distinguono in “veri”e “falsi”. I primi sono quelli che nascono da gemme proventizie e sono già collegati con il sistema vascolare della pianta quindi sono più vigorosi e soprattutto stabili. Quelli che nascono da gemme avventizie richiedono un periodo di tempo più o meno lungo per creare rapporti di connessione con i vasi della pianta risultando più instabili meccanicamente e quindi di scarso interesse forestale.

## Tipi di ceduo
Distinguiamo due tipi di ceduo:

### Ceduo coetaneo
Il ceduo coetaneo è di due tipi: semplice o matricinato. 
Nel ceduo semplice tutte le ceppaie vengono sottoposte al taglio, come avviene, ad esempio, per il nocciolo. In nord Europa le latifoglie sono rare e vengono sottoposte alla ceduazione totale. In Italia per legge il ceduo semplice può essere applicato solo in alcuni tipi di boschi composti da specie che fruttificano giovani o che emettono facilmente polloni radicali: in entrambi i casi le matricine possono quindi risultare superflue. Pur con differenze fra le varie regioni, possono di norma essere governati a ceduo semplice i boschi cedui di salice, pioppo, ontano, nocciolo o robinia.
Il ceduo matricinato prevede, invece, il rilascio di alcune piante che prendono appunto il nome di matricine; queste hanno diverse funzioni. In primo luogo provvedono alla rinnovazione, necessaria per sostituire le ceppaie invecchiate che hanno perso la loro capacità pollonifera. Queste sono facilmente riconoscibili in quanto si allargano svuotandosi all'interno. Altre ragioni per cui vengono rilasciate le matricine sono quella di garantire la biodiversità attraverso l'impollinazione e di prevenire l'erosione del suolo mantenendo sempre un certo grado di copertura. Alcuni distinguono fra matricine e riserve. Queste ultime hanno la stessa funzione delle prime, ma appartengono a specie differenti rispetto a quelle di cui è costituito in prevalenza il bosco ceduo.
Prima di eseguire un taglio vanno presi in considerazione i seguenti fattori: 
- Età: bisogna prendere in considerazione il turno (l'intervallo di tempo che passa da un taglio all'altro). Esistono diversi tipi di turno:

1. Turno fisiocratico: quello comandato dalla biologia e dalla stazione che coincide con l'anno che rende massimo l'incremento di massa corrente. Oltre questo limite non è più conveniente tenere il ceduo.
2. Turno tecnico: deriva dal particolare assortimento che voglio ottenere. Esso può cadere prima o dopo il punto fisiocratico.
3. Turno commerciale: è quello che rende massimo il reddito fondiario e che in pratica deriva dalla domanda
4. Turno economico: è quello che rende massimo il valore capitale di un bosco assestato; non deriva né dalla natura né dal prodotto, ma dal mercato.

- Intensità di matricinatura: (80-120 n/ha). Indice arbitrario. Si tende verso 80 in caso di specie eliofile, verso 120 in caso di specie sciafile. È da tener presente anche la stazione (esposizione, pH del terreno, ecc.). La protezione del suolo da parte delle matricine è molto limitata (ca. 10%) ed esagerare nella matricinatura non risolve il problema dell'erosione e potrebbe avere effetti negativi sulla rinnovazione delle specie eliofile.
- Tipo di matricinatura: può essere uniforme o distribuita per gruppi. Quest'ultima contribuisce a mantenere la biodiversità in quanto possono costituire un ricovero per alcune specie di animali ed in più riduce l'erosione in caso di boschi di versante.

### Ceduo a sterzo o disetaneo
Nel ceduo a sterzo sulla stessa ceppaia sono presenti polloni di età differente. Il ceduo a sterzo è una forma di trattamento tradizionale in alcune zone, legata soprattutto alla produzione di carbone. Su ogni ceppaia vengono rilasciati polloni di età pari a una, due e tre volte il turno. Questo permette di avere assortimenti differenti e di mantenere una copertura costante del suolo. Il ceduo a sterzo non trova più grande applicazione, sia per la diminuzione della domanda degli assortimenti ritraibili da questo tipo di trattamento, sia perché richiede personale molto qualificato per l'esecuzione del taglio e perché si presta poco all'utilizzo della motosega.

## Tipi di taglio
Il taglio può essere fatto:
- a ceppaia: il taglio è fatto in prossimità del terreno;
- fuori terra: il taglio viene eseguito da un'altezza di 10-20 cm dal suolo;
- raso terra o succisione: quando il taglio è eseguito a livello del suolo (stimola il ricaccio)
- tramarratura o taglio tra le due terre: quando si taglia qualche centimetro sotto il piano di campagna e si ricopre di terra la ceppaia
- a capitozza: il taglio avviene ad una certa altezza da terra;
- a scalvo o sgamollo: il taglio non riguarda il fusto ma i rami.

Tipi di taglio sono la succisione, in cui il taglio è fatto rasente il terreno, e la tramarratura, in cui il taglio della ceppaia viene fatto qualche centimetro sotto il livello del terreno; entrambi servono a stimolare la capacità pollonifera della ceppaia.
È importante eseguire il taglio in modo che non si verifichino ristagni d'acqua, ad esempio in passato si adottava il "taglio a chierica di monaco" dando alla superficie una forma arrotondata per facilitare lo sgrondo dell'acqua e favorire l'emissione di polloni nella parte bassa del taglio.